# Xenosoma porgonum
Xenosoma porgonum är en fjärilsart som beskrevs av Erich Martin Hering 1925. Xenosoma porgonum ingår i släktet Xenosoma och familjen björnspinnare. Inga underarter finns listade i Catalogue of Life.